# Autobús de dos pisos

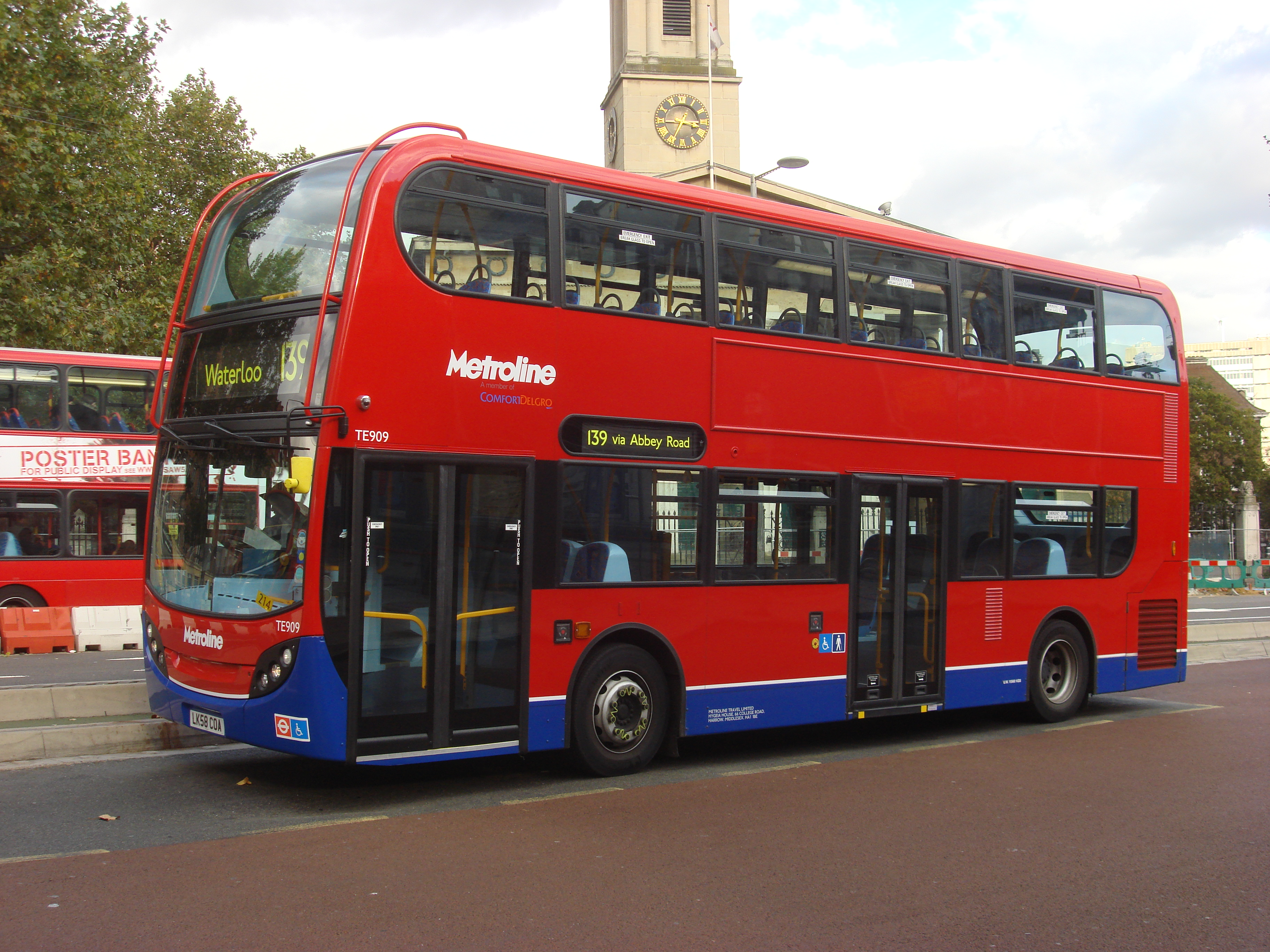
Un autobús de dos pisos en Londres, Reino Unido.

Un autobús de dos pisos es un vehículo con dos niveles. Mientras que los autobuses de dos pisos para cubrir largas distancias están extendidos por todo el mundo, los usados para transporte público en ciudades son menos comunes. Son bastantes populares en algunas ciudades europeas y en algunas partes de Asia que fueron antiguas colonias británicas. Muchas ciudades del mundo disponen de autobuses de dos pisos sin techo especializados en circuitos visuales para los turistas.

## Europa

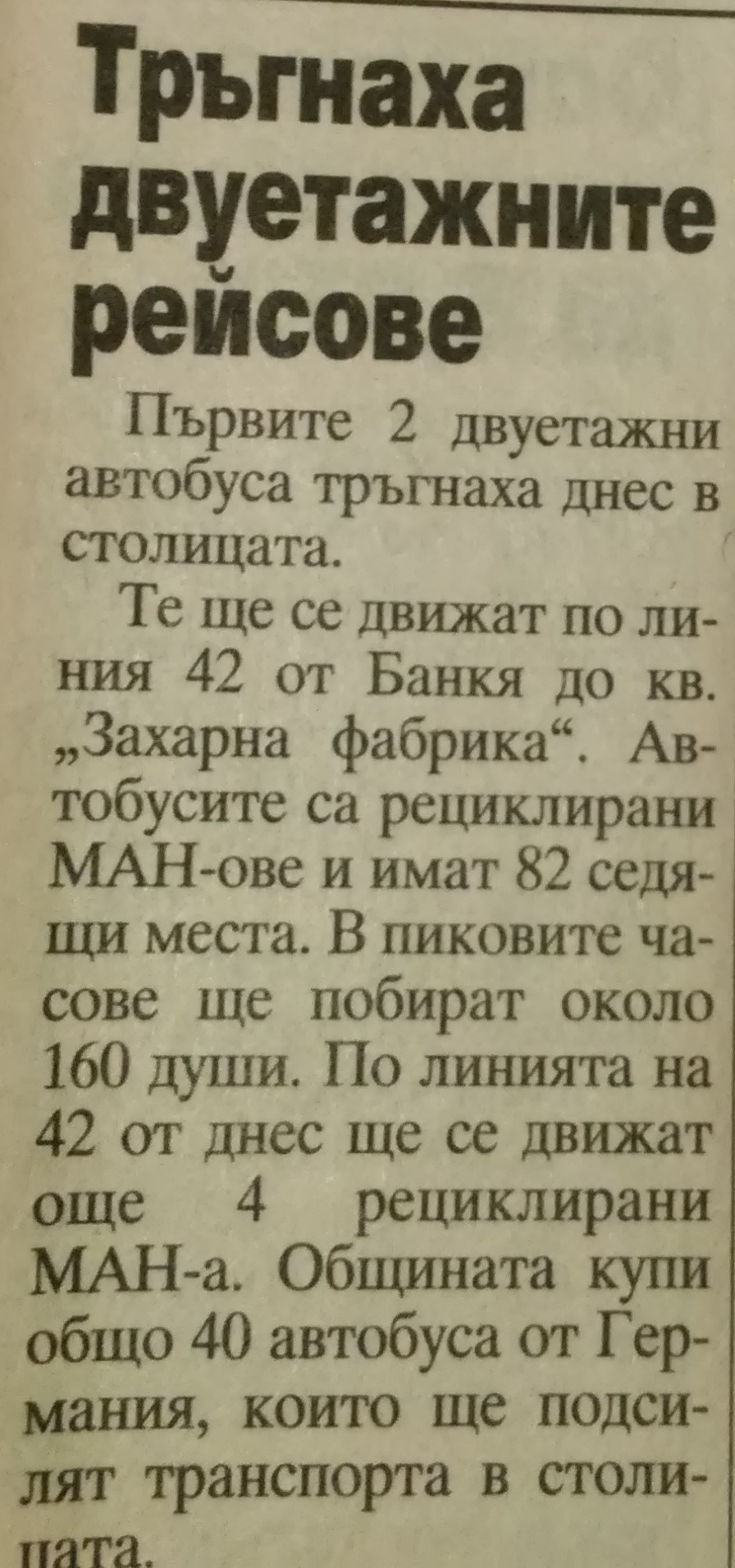
Imagen de un periódico en ruso

### Reino Unido
Los autobuses de dos pisos son bastante comunes en todo el Reino Unido y pueden transportar 65 pasajeros sentados y 30 de pie.
Su longitud está comprendida entre 9,5 y 10,9 metros, y su altura es de 4,38 metros. Se crearon para poder transportar un mayor número de pasajeros sin exceder los límites legales sobre la longitud de los vehículos. (De hecho, los reglamentos de London Transport sirven de base para la homologación de estos vehículos, como, por ejemplo, que la altura libre del pasillo de cada piso debe permitir circular a personas de 1,82 metros de estatura sin agacharse).
Un ícono de estos vehículos es el llamado Routemaster, que ha estado ligado a la red de transporte público de Londres durante casi medio siglo tras su puesta en servicio en 1956. Su dificultad para poder acomodar a pasajeros con discapacidades llevaron a su retirada en 2005 aunque Transport for London ha establecido dos «rutas históricas» que continúan usando Routemasters.
El ayuntamiento de Londres, vista la poca aceptación de los nuevos autobuses de dos pisos y la poca operatividad de los articulados por las estrechas calles londinenses, ha convocado un concurso para el diseño de un nuevo autobús de dos pisos diseñado por Londres y para Londres, como fue en su día el Routemaster. El ganador ha sido un modelo diésel-eléctrico, diseñado por Norman Foster y Aston Martin. Tiene unas dimensiones de 11,2 metros de largo, 2,55 de ancho y 4,42 de alto. Admite 22 pasajeros sentados y 25 de pie en la planta inferior, y 40 sentados en la superior. Permite deambular cómodamente a personas de 1,92 metros de estatura, y está adaptado para pasajeros con movilidad reducida. Cuenta con tres puertas, la trasera con modo plataforma abierta y rampa en la central. Cuenta con dos escaleras de acceso a la planta superior, la trasera de ellas con plataforma de descanso central. Tanto el ganador como el segundo clasificado serán construidos y se espera que estén en circulación para 2011, si bien creen que solo uno se consolidará definitivamente. Transport for London ha recibido más de 700 propuestas de los 5 continentes, y hay una docena de propuestas en las que se han interesado varios operadores, entre ellos Bilbobús.

### Dublín
La mayoría de los autobuses que operan en líneas dentro y los alrededores del Gran Dublín por Dublin Bus son de dos pisos. Alcanzan un número de 1125 unidades en una flota total de 1199.

### Praga
En la República Checa, los autobuses de dos pisos iniciaron por primera vez una ruta regular en Ostrava. Desde el 1 de noviembre de 2020 circulan por aquí dos autobuses de dos pisos, que la empresa de transporte de Ostrava había fabricado Scania por 28,6 millones de coronas checas.

### Berlín
Los autobuses de dos pisos berlineses son operados por Berliner Verkehrsbetriebe (BVG). La flota ha disminuido desde 1992 a 2002 pasando de 1000 a 450 unidades. Los modelos que operaban en 2002 tenían una longitud de 13,5 metros y una altura de 4,42 metros y podían transportar alrededor de 95 pasajeros. Los nuevos modelos suministrados por Neoman incrementan la longitud en 18 m y son capaces de transportar hasta 128 pasajeros.

### Madrid
En Madrid, la EMT (Empresa Municipal de Transportes) tuvo autobuses de dos pisos de fabricación británica (ACLO Regent Mark III, Leyland Titan, Guy Arab III), hasta los años 70, en que desaparecieron.
Existe un servicio temporal habilitado durante las festividades navideñas, que es independiente de la red de transporte público, y que recorre los lugares más característicos para ver su decoración navideña. Se le denomina Naviluz, y era prestado por la EMT. Aunque en 2021 se optó por que la operadora fuera Alsa.

### Barcelona
Actualmente, en Barcelona circulan autobuses de dos pisos que se utilizan exclusivamente para el transporte de turistas por la ciudad.

### Bilbao
En Bilbao, Bilbobús (Veolia) recuperará (no exactamente pues las líneas clásicas eran servidas por trolebuses del modelo Q1, de la red londinense clausurada en 1962 cuando fueron sustituidos por el Routemaster, y vendidos a diversas ciudades españolas que disponían de filovías) los autobuses de dos pisos, del modelo Berlinés , pero están esperando para poder matricularlos que el Congreso de los Diputados, aumente la altura máxima de 4 metros establecida desde los años 80 a la antigua de 4,50 metros, moción presentada por el PNV y aceptada parcialmente al aprobar los diputados una altura máxima de 4,21 metros para autobuses urbanos, claramente insuficiente a no ser que el ayuntamiento este capacitado para permitir que dentro de su municipio un porcentaje de tolerancia para llegar como mínimo a los 4,38 metros londinenses, o a matricularlos como vehículos especiales (o recuperar los trolebuses exentos de matriculación sino disponen de movilidad auxiliar). También implantó hace varios años un autobús de dos plantas como autobús turístico (Bus turistikoa BT)
Finalmente se incorporarán inicialmente 6 unidades de dos pisos así como 2 más de reserva para revitalizar la línea 56. Tienen 13,70 metros de largo y tres ejes con una capacidad de 132 pasajeros (80 sentados y 52 de pie). El interior de la unidad se ofrece con 1920 mm de altura abajo y 1740 mm de altura arriba, (algo justos, pues el piso superior ha perdido 18 cm para respetar los cortos 4,21 metros de altura que el Congreso español ha autorizado), un ambiente de amplio espacio para todos los pasajeros Todos los autobuses vienen por supuesto climatizados, y son de fácil acceso por tener pisos bajos, cada unidad posee 3 puertas y están dotados de motores que cumplen con la norma Euro IV, además todas las unidades poseen rampas extensibles para el fácil acceso de personas impedidas así como mujeres con coches para niños. La rampa de entrada de 7,5 m2 ofrece espacio suficiente para colocar dos sillas de ruedas o coches para niños. Bilbobús se ha asegurado de que si los usuarios reclaman en un futuro mayor altura libre en la segunda planta, esta se pueda sobreelevar fácilmente.

### Valencia
En Valencia, existe el Valencia Bus Turístic, explotado por el Grupo Transvia, que ofrece una visita guiada por los monumentos más importantes de la ciudad.

### Toledo
Actualmente, en Toledo circulan autobuses de dos pisos que son utilizados para el transporte de turistas por la ciudad, al igual que en Toledo, se puede ver este tipo de autobuses para este tipo de transportes en otras ciudades como son Madrid o Barcelona.

### Málaga
En Málaga, está disponible el Bus Turístico, también denominado línea 92, que ofrece un recorrido turístico por el casco histórico y el centro de la ciudad.

### Zaragoza
La ciudad de Zaragoza ofrece un servicio de autobús de dos pisos llamado Bus Turístico, que viene acompañado de guías y audioguías con auriculares, haciendo un recorrido circular por el centro y zona norte de la ciudad, donde se concentran los monumentos.

## Asia

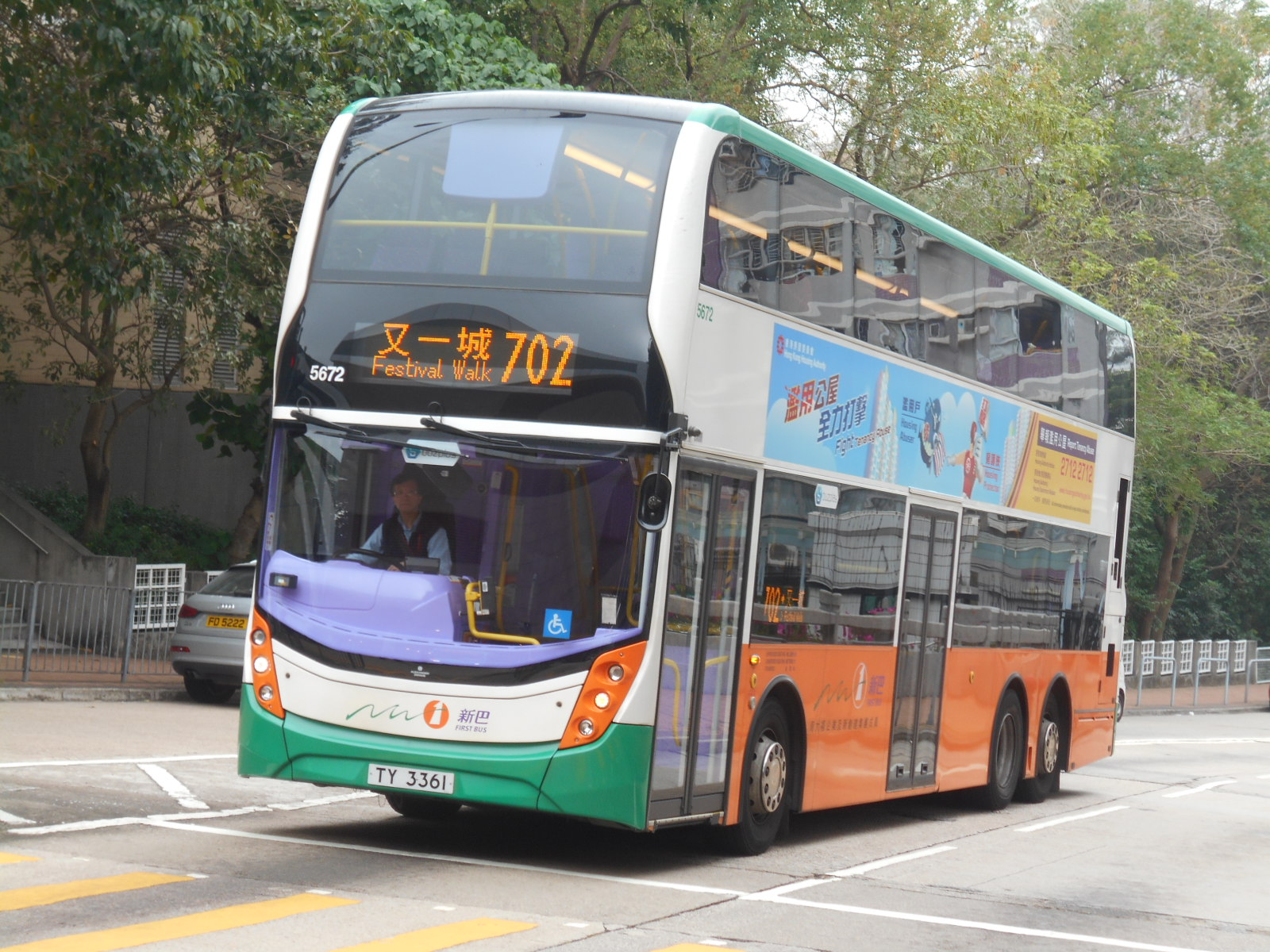
Autobús de dos pisos en Hong Kong

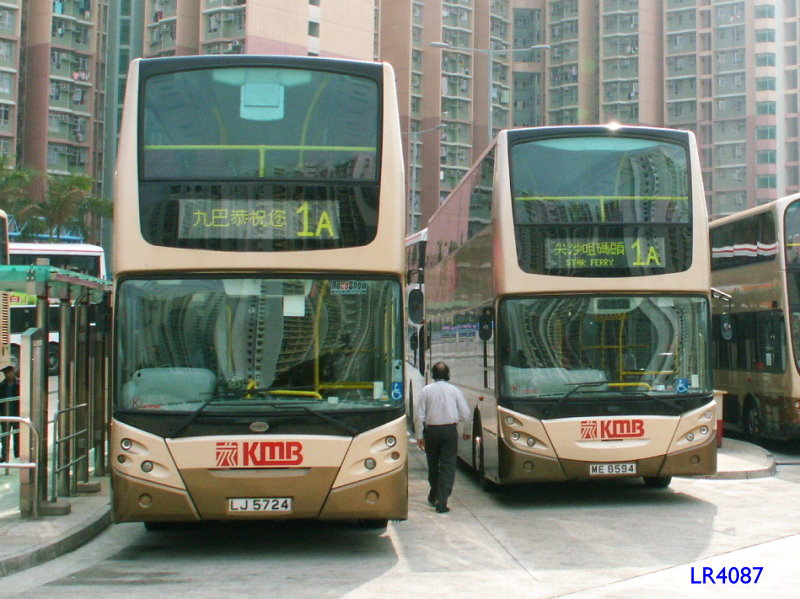
Autobús de dos pisos de Kowloon Motor Bus, Hong Kong.

### Hong Kong
Los autobuses de dos pisos se introdujeron en Hong Kong en 1949, siendo muy populares desde entonces. Son bastante numerosos dentro de las flotas de los principales compañías operadoras. Por ley, están limitados a una longitud máxima de 12 metros y una altura de 4,50 metros. Y conviven en armonía con los célebres tranvías de dos pisos de lo cual es el único operador mundial con toda su flota con imperial. (Las redes de tranvías de Blackpool —Lancashire Inglaterra—, y El Cairo poseen unidades sin imperial).

### Singapur
En octubre de 1953, un modelo de autobús de la flota de General Transport Company de Kuala Lumpur (Malasia) fue enviado a Singapur como prueba y usado por Singapore Traction Company durante dos semanas. Después fue también inspeccionado por otras dos compañías y enviado de vuelta a Kuala Lumpur. Sin embargo, no se realizaron pedidos para establecerlos ese momento.
Singapore Bus Service (SBS, conocido actualmente como SBS Transit), actual operador de autobuses de dos pisos en Singapur, puso las primeras unidades en servicio el 13 de junio de 1977 con 20 modelos Leyland Atlanteans: Esta vez, los autobuses de dos pisos, se establecieron de forma permanente y la flota fue creciendo constantemente con la posterior introducción de los modelos Mercedes-Benz O305 y el Leyland Olympian. El primer modelo con aire acondicionado, llamado «Superbus» debido a su longitud de 12 metros, fue puesto en servicio en 1993, mientras que el primer modelo de piso bajo de «Superbus» lo fue en 1999. Los modelos accesibles para sillas de ruedas empezaron a operar en 2006. Hoy en día, SBS Transit dipone de una flota de más de 700 unidades, la mayoría de las cuales cuentan con aire acondicionado.

### Colombo, Sri Lanka
En la década de los 50, autobuses de dos pisos de la South Western Bus Company servían en la ruta de Galle Road en Colombo, Sri Lanka. Estos fueron absorbidos por Ceylon Transport Board (CTB), donde se nacionalizaron todos los servicios de autobuses en 1958. En los 60, gran cantidad de atobuses de dos pisos de segunda mano de las clases RT, RTL Y RTW fueron importados por la CTB de London Transport y circularon con su color rojo característico pero con el logotipo de CTB en sus laterales. Estos autobuses fueron siendo dados de baja a mediados de los 70, aunque un número importante de ellos seguían operando en el área del Gran Colombo. Más tarde, en el año 1985, 40 unidades de los Routemaster de Londres entraron en servicio. En 2005, una nueva remesa de autobuses de dos pisos fueron importados por Sri Lanka Transport Board (como es actualmente conocida la reconstituida CTB), los cuales circulan principalmente por Galle Road.

### Kuala Lumpur
Una filial de Park May Bhd, KL-Klang Bus Transport fue renombrada como Cityliner Bus e introdujo nuevos modelos en 2006, principalmente en la ruta Kuala Lumpur-Klang.

### India
Bangalore es un lugar bastante famoso en la India por sus autobuses de dos pisos.
La Metropolitan Transport Corporation (MTC) de Chennai tiene una pequeña flota de autobuses de dos pisos, la mayoría de los cuales opera en las rutas de mayor distancia y densidad.
Bombay ha operado con autobuses de dos pisos desde 1937 con la compañía Brihanmumbai Electric Supply and Transport.
Las ciudades de Thiruvananthapuram, Calcuta y Hyderabad también tienen autobuses de dos pisos. Están basados en los modelos londinenses.

### Japón
Por ley, los vehículos están limitados a un máximo de 3,8 metros de alto y 12 de largo. Los autobuses de dos pisos japoneses se utilizan principalmente para rutas entre ciudades, turísticos o autobuses chárteres. En 1960, Kinki Sharyo y Hino Motors fabricaron el primer autobús de dos pisos «Vista Coach» original para Kinki Nippon Railway (Kintetsu).
En 1979, Chuo Kotsu, un operador de líneas chárter de Osaka, importó el Neoplan Skyliner, que se hizo bastante popular. Tanto el Neoplan Skyliner como otros autobuses de importación, como Van Hool, Astromega TD824, Drögmöller, E440 Meteor, y algunos de MAN, inspiraron a los fabricantes japoneses, que desarrollaron tres modelos propios a medidos de los 80: «Space Dream» (Nissan Diesel), «Grand View» (Hino Motors) y «Aero King» (Mitsubishi Fuso).
En 1982, Toei Bus operó con Skyliners en Tokio, entre Asakusa y Ueno en 2001. Y Joban Kotsu operó con Skyliners en la ruta entre Iwaki y Aizu-Wakamatsu vía Koriyama, desde el año 1983 hasta el año 1996.
Desde los 90, JR Buses empezaron a usar Aero King para servicios de rutas nocturnas por autopista entre ciudades, llamadas «Dream-go».

### Estambul
El sistema público de transporte en Estambul (IETT) opera con 89 autobuses de dos pisos en rutas de larga distancia, principalmente cruzando el puente del Bósforo, uniendo las partes europeas y asiáticas de la ciudad. También son utilizados en rutas que unen la plaza Taksim con lejanos suburbios del oeste como Büyükçekmece y Bahcesehir.

## Norteamérica

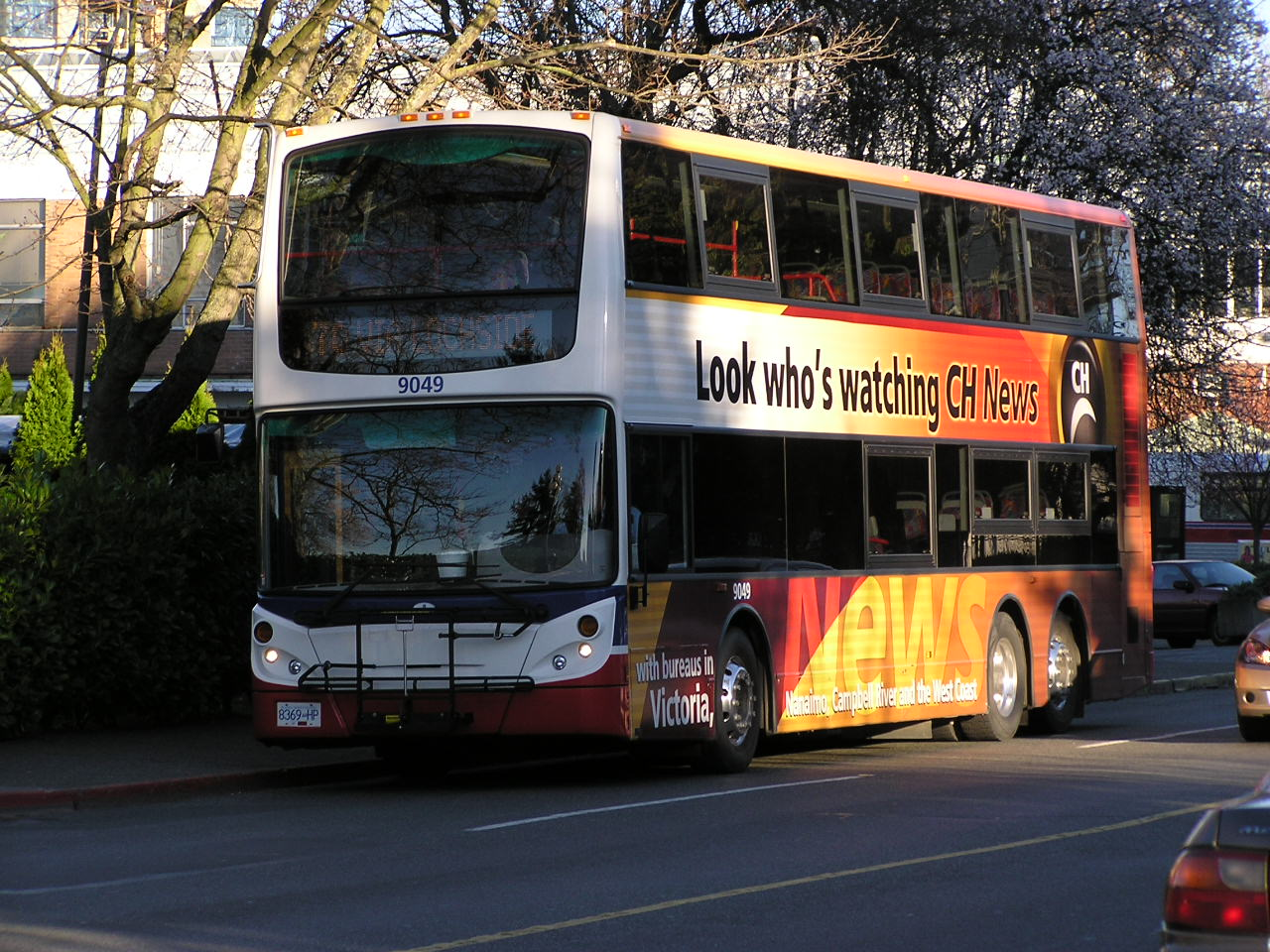
Modelo de autobús que opera en Victoria (Canadá) equipado con portabicicletas

### Victoria, Canadá
En el 2000, Victoria (Columbia Británica) se convirtió en la primera ciudad de Norteamérica en utilizar autobuses de dos pisos en su sistema de transporte público. Importados desde el Reino Unido y operados por BC Transit y Victoria Regional Transit System, dichos autobuses han resultado ser muy populares tanto entre la población local como los turistas. Son usados principalmente en rutas que van desde el centro hacia los suburbios, incluyendo el Aeropuerto Internacional de Victoria y la terminal de ferries cercana a Sidney (Columbia Británica). También se encuentran en rutas hacia la Universidad de Victoria y las comunidades del oeste.
Durante los meses de junio y julio de 2006, autobuses de dos pisos similares a los usados en Victoria circularon de prueba en Ottawa (Ontario).

### Davis
En la ciudad de Davis, Unitrans, la compañía de transportes en autobús para estudiantes en la Universidad de California en Davis, opera con seis unidades importadas desde Londres, una de ellas reconvertida para funcionar con gas natural. También poseen el prototipo GX-1 Scenicruiser de Greyhound, al cual se accede desde el primer piso mientras que en el segundo se encuentra el puesto para el conductor y más asientos.

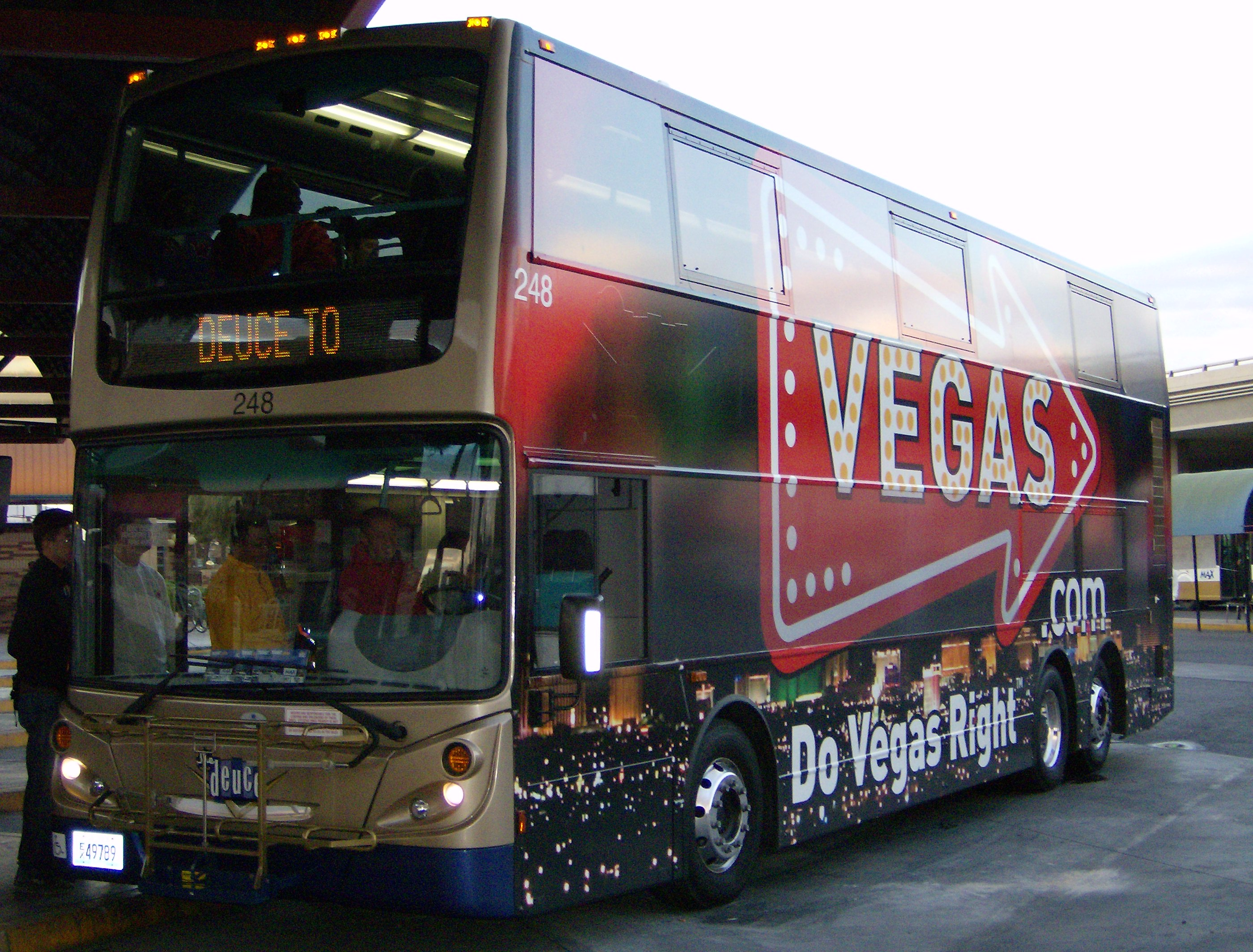
Un modelo de The Deuce cargando pasajeros en la terminal del centro de Las Vegas,Estados Unidos

### Las Vegas
Citizens Area Transit, la compañía de transportes en el área de Las Vegas (Nevada), introdujo en 2005 una flota de autobuses de dos pisos para cubrir la ruta de Las Vegas Strip, conocidos como «The Deuce». Actualmente, son cinco las rutas en las operan estos autobuses.

### Condado de Snohomish
Community Transit opera desde el 1 de agosto de 2007 con un modelo Enviro 500 fabricado por Alexander Dennis Limited, el cual alterna varias rutas entre el condado de Snohomish y Seattle.

### Estados Unidos del Mid West y del noreste
En el occidente medio y el noreste de los Estados Unidos, Megabus, un subsidiario de Coach USA, emplea 17 autobuses de apilador doble para el uso en transporte interurbano.

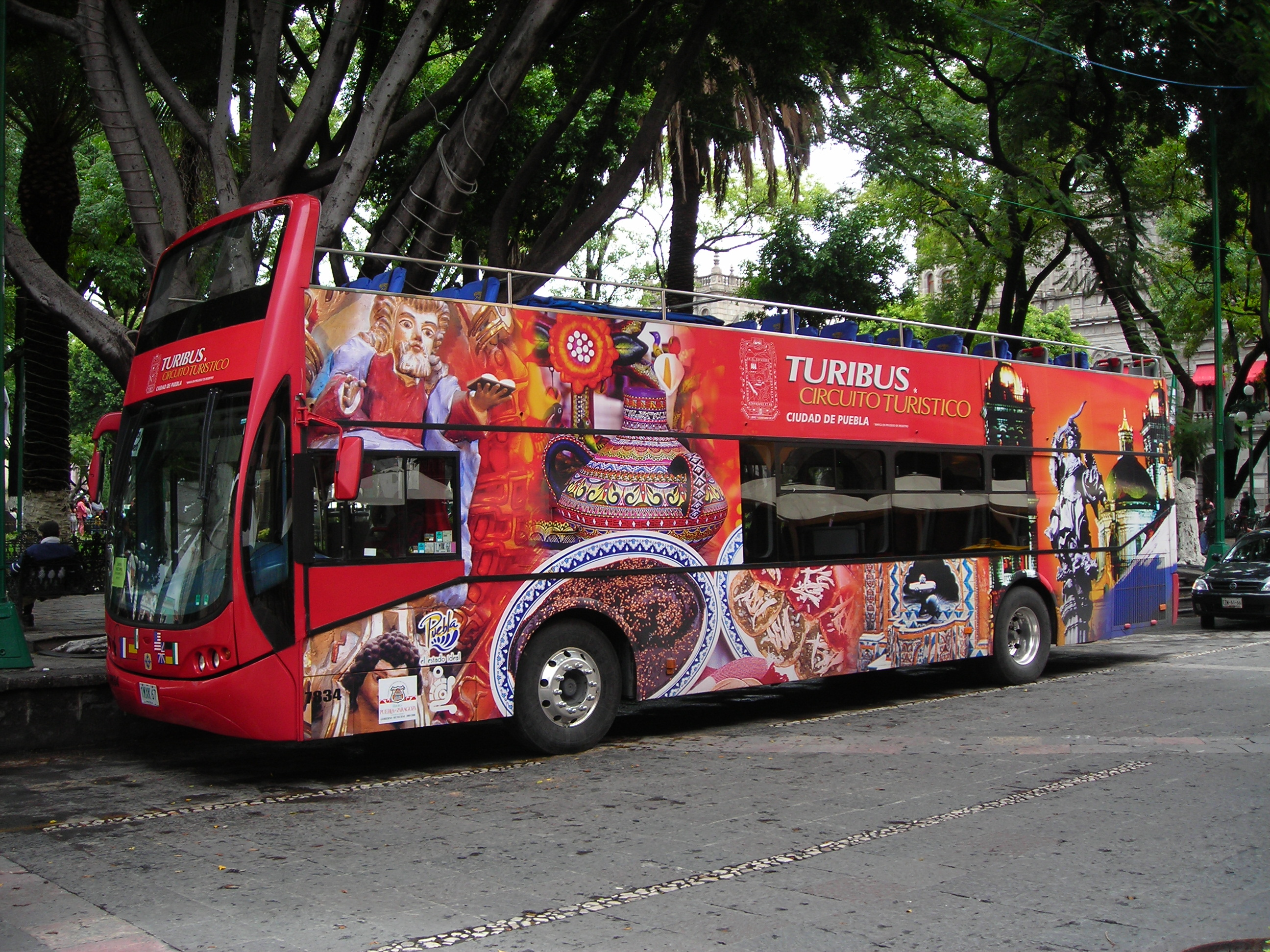
Unidad de Turibús, circuito Centro Histórico.

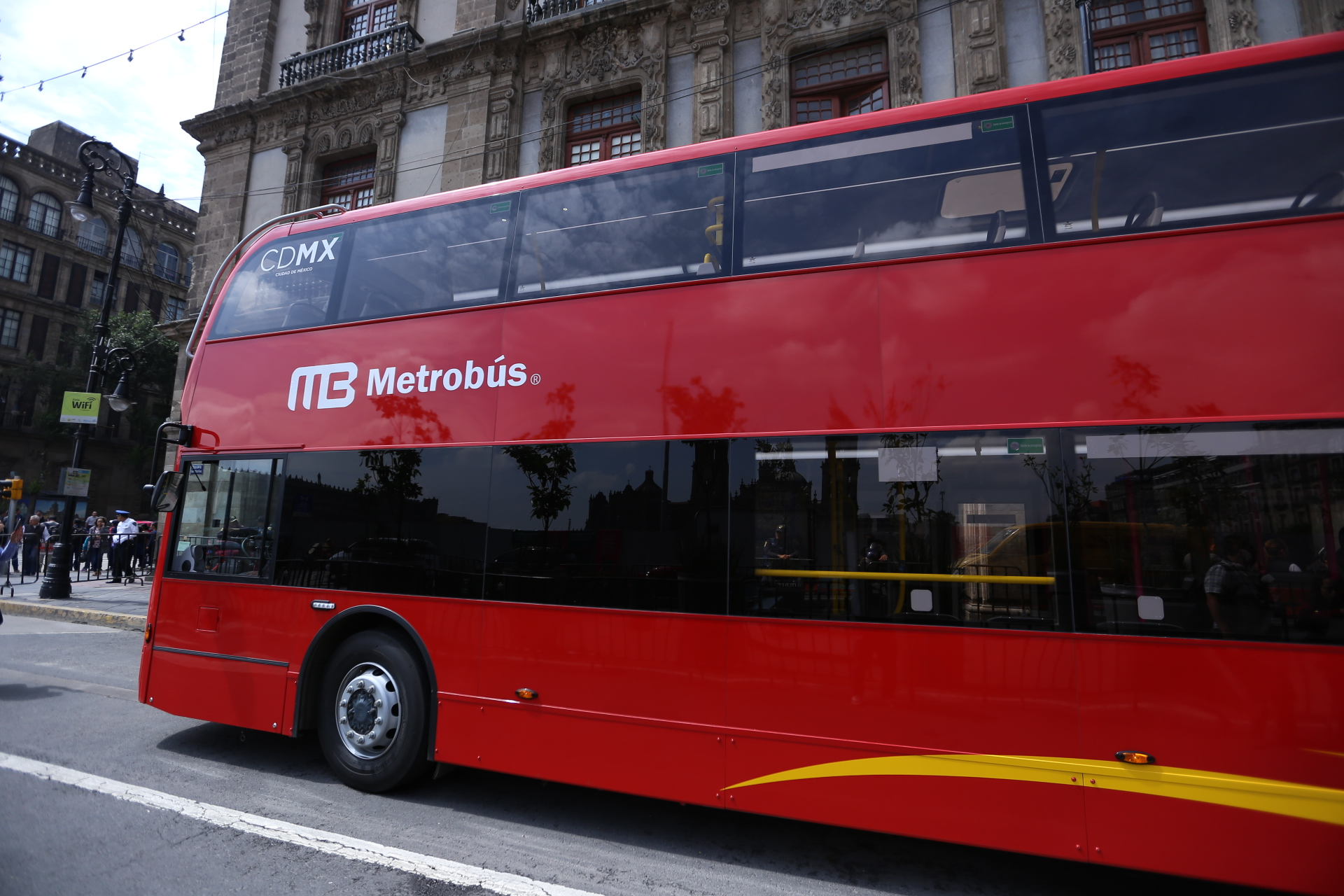
Unidad Alexander Dennis de la línea 7 del Metrobús de la Ciudad de México

### México
La empresa Turibús (parte del grupo MOBILITY ADO) brinda el servicio de city tours en los principales atractivos turísticos, históricos y contemporáneos de la Ciudad de México, Puebla, Veracruz, Mérida y Cancún. Los autobuses cuentan con las siguientes características: Autobuses panorámicos de doble altura sin techo (con techo en el caso de Turitour), audioguía en ocho idiomas, audio especial para niños, WIFI a bordo, además de acceso y asientos para personas con discapacidad.
También en la Ciudad de México la empresa Capital Bus ofrece el servicio de city tours en autobuses de dos pisos.
En uso interurbano la empresa Estrella de Oro (también parte de MOBILITY ADO) usó en su ruta México-Acapulco algunos autobuses Neoplan Skyliner de doble piso, los cuales eran el símbolo de su flota durante algún tiempo hasta la llegada de los Scania Busscar de similares características. Otras marcas como Transpais, Autovías, ETN, Futura, Ómnibus de México, Supra, Chihuahuenses, entre otras, utilizan unidades de dos pisos en sus diferentes rutas nacionales e internacionales.
En la línea 7 (Metrobús Corredor Reforma) del sistema Metrobús de la Ciudad de México prestan servicio unidades de la marca escocesa Alexander Dennis Modelo Enviro 500 de 3 ejes. Desde 2017, circulan en el sistema Ecovía de la ciudad de Monterrey, Nuevo León, cinco unidades Wrightbus modelo streetdeck de origen británico.

## Sudamérica
El bus de dos pisos es ampliamente usado en los viajes interprovinciales y/o interregionales en Argentina, Bolivia, Chile, Colombia, Ecuador, Paraguay, Perú, Uruguay y Venezuela, en donde muchos autobuses de larga distancia son de esta clase. Brasil es uno de los destinos que se ha sumado a la carta de países que gozan de una buena salud en cuanto a recorridos de autobuses de larga distancia, pudiendo ahora realizarse tramos desde Buenos Aires a Sao Paulo por ejemplo.

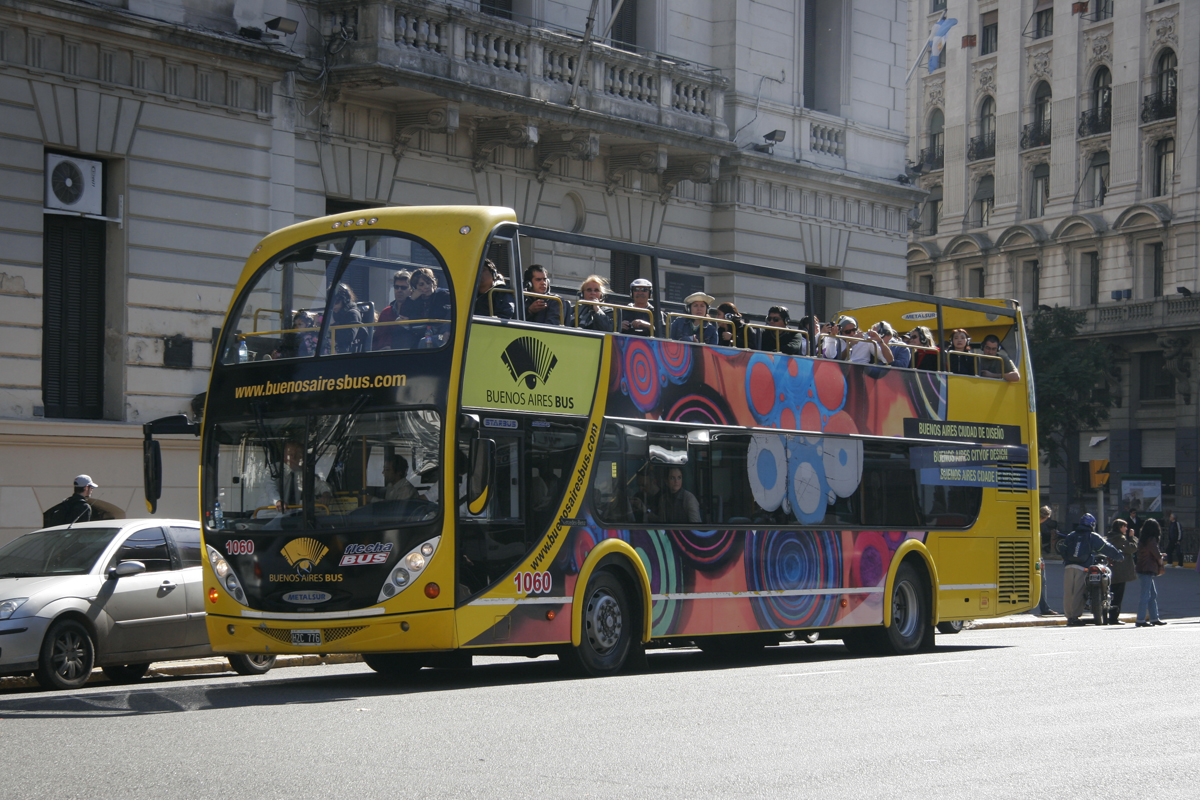
Bus turístico de dos pisos en la ciudad de Buenos Aires, Argentina.

### Argentina
En Argentina se usan con objetivos turísticos en toda la ciudad de Buenos Aires, y también funcionan como transporte común para viajes de larga distancia o entre ciudades. Aunque también son usados para viajes internacionales. Por ejemplo desde Argentina uno puede viajar en ómnibus hacia Uruguay, Chile, Paraguay, Bolivia, Perú, y recientemente Brasil se ha sumado como uno de los destinos con el trayecto más largo. Los «micros» (como se los llama en Argentina) de dos pisos también son utilizados en algunas ciudades del país con fines turísticos como pueden ser el caso del bus turístico de Buenos Aires, de Mendoza o de Córdoba.

### Bolivia
En Bolivia se utilizan estos buses para pasear por la Ciudad de La Paz y Cochabamba con fines turísticos. También para viajes de larga distancia.

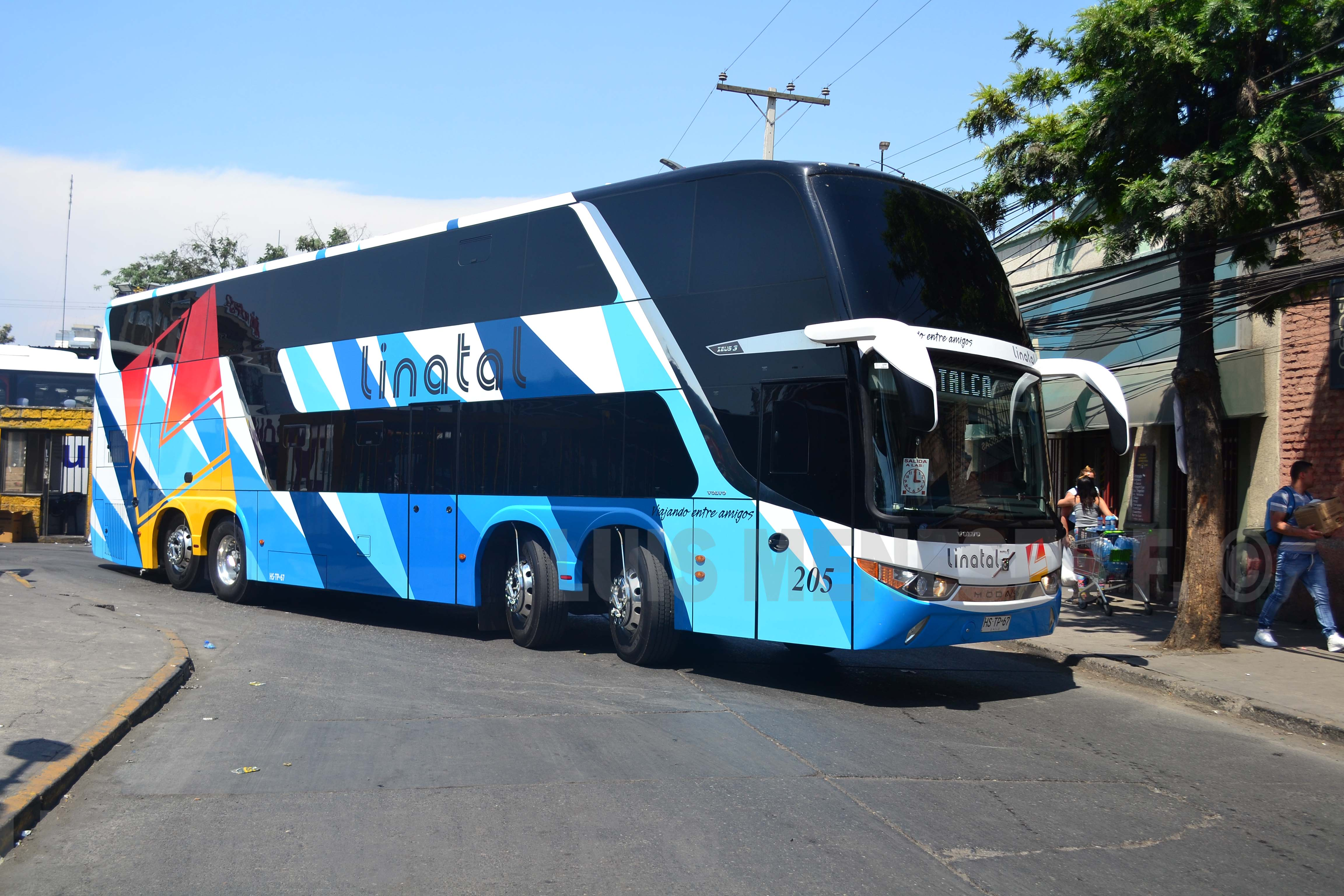
Autobús de dos pisos de carrocería peruana Modasa en chasis Volvo B450R 8X2 de la empresa chilena Linatal

### Chile
En Chile se usan buses de 2 pisos sin techo o con lona protectora para viajes turísticos dentro de la ciudad de Santiago. Así mismo, uno de los servicios de traslado al aeropuerto de Santiago, se realiza con autobuses urbanos de dos pisos de origen chino, operados por la empresa Turbus.[cita requerida]
Los primeros buses interurbanos de dos pisos llegaron desde Alemania a fines de la década de 1970 para servir recorridos de larga distancia nacional y servicios internacionales, fundamentalmente hacia Argentina, para las líneas Varmontt, Flota L, Chile Bus y Tas Choapa. Desde fines de la década de 1990 se han transformado en la norma del transporte interurbano, por la ventajosa relación costo-beneficio para las empresas de transporte.[cita requerida]
Durante las décadas del 2000 y 2010, se vivió el apogeo de este medio de transporte, lo que ha hecho que prácticamente todas las empresas de buses interurbanos chilenas posean de estos autobuses, esta vez no de origen europeo sino carrozados en Brasil, Perú, Argentina y algunos de origen chino. Sin embargo en varias ocasiones han sido fuerte objeto de discusión, la seguridad y la baja comodidad que otorgan estos vehículos, no obstante el aumento de capacidad de pasajeros los hace bastante rentables para las empresas interurbanas.[cita requerida]
El 9 de marzo de 2017, la Embajada Británica en Chile llegó a un primer principio de acuerdo con el Ministerio de Transporte Público en la ciudad de Santiago de Chile para poder probar por primera vez autobuses de dos pisos para el transporte público. Ese día se probó el primer autobús experimental en las carreteras de la ciudad de Santiago de Chile, recorrió las calles de la capital a contar del día 1 de marzo, En la ceremonia de inauguración, que fue encabezada por el entonces Ministro de Transportes y Telecomunicaciones de Chile, Andrés Gómez-Lobo, se mostró la exclusiva unidad de transporte que funcionó en el recorrido I09, que fue perteneciente a la empresa Buses Vule, que va desde Rinconada de Maipú hasta la comuna de Estación Central.[cita requerida]
El 10 de abril de 2017 la Ministra de Transportes y Telecomunicaciones de Chile, Paola Tapia Salas, junto al Director de la Dirección de Transporte Público Metropolitano, Guillermo Muñoz Senda, presentaron la evaluación final del primer mes de funcionamiento del bus piloto de dos pisos que recorrió las calles de la ciudad de Santiago de Chile, y que lo calificaron con nota positiva de 6,7.[cita requerida] Al respecto, las autoridades de ese entonces, indicaron que durante el mes viajaron más de 8 mil pasajeros, y que el nivel de evasión no superó el 8 %, lo que se traduce en que nueve de cada 10 usuarios pagaron su ticket.[cita requerida]
El 26 de febrero de 2019, bajo el mando ministerial de Gloria Hutt, se comenzó a utilizar otro tipo de autobús de dos pisos en una segunda ruta experimental y particular de la ciudad de Santiago de Chile a modo de prueba, y que casi se asemejan a las icónicas unidades que se utilizan en Londres, Reino Unido.[cita requerida]
El 17 de agosto de 2023, y después de 6 años, desembarcó la primera flota de 10 buses eléctricos de dos pisos de la marca ByD para lo que es el transporte público que recorrerán las calles del área metropolitana de la ciudad de Santiago de Chile, son los primeros buses eléctricos de dos pisos que actualmente operan en América del Sur, y se espera a que desde el 23 de octubre de 2023, estarán operativos para integrarse definitivamente al sistema de transporte público denominado Red Metropolitana de Movilidad, pues incorpora espacio especialmente diseñado para silla de ruedas en el interior del vehículo, WIFI a bordo, además de acceso a través de rampa manual para acceso de la silla de ruedas, Botón para solicitar la parada del vehículo en el lateral del espacio para la silla de ruedas en la altura correspondiente para fácil acceso, sillas especiales para personas con discapacidad, Y soporte de apoyo isquiático para pasajeros con movilidad reducida.[cita requerida]

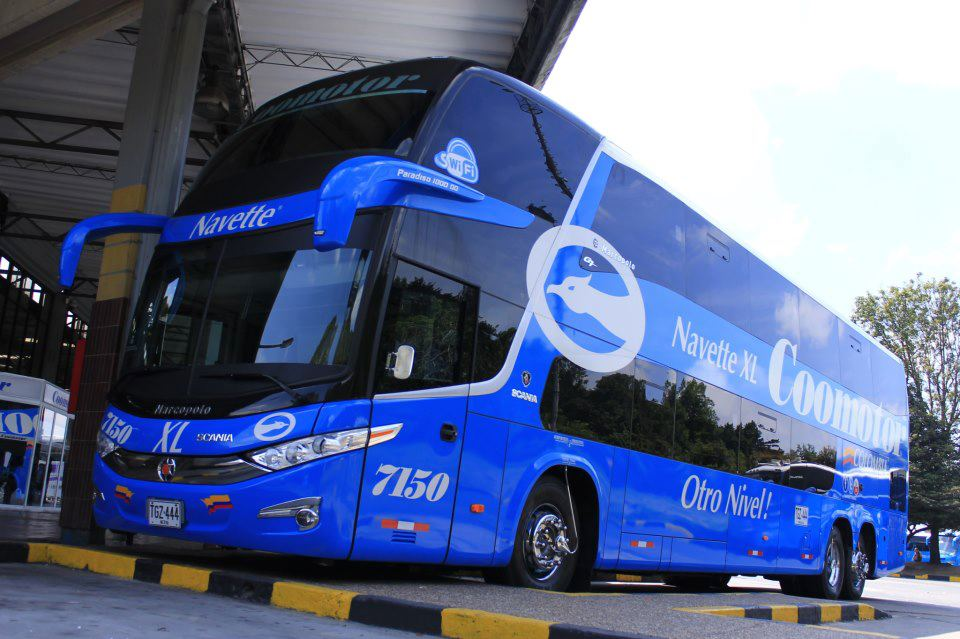
Coomotor, la primera empresa intermunicipal colombiana en haber comprado los buses de dos pisos para Colombia.

### Colombia
En la ciudad de Cartagena de Indias, Colombia hay una ruta a similar de autobuses turísticos que recorren la ciudad, en Bogotá existen 2 buses de este tipo para los recorridos turísticos por la ciudad; en Cali, igualmente, existen 2 para tal servicio.
Pero la empresa Coomotor, fue la primera en adquirir dos buses de este tipo para el transporte intermunicipal de pasajeros en Colombia, también Los Libertadores trajo el autobús de dos pisos para cubrir la ruta Sogamoso-Bogotá, y Duitama-Bogotá. Expreso Bolivariano lanzó el nuevo bus de 2 pisos para cubrir las rutas de Bogotá hasta Medellín, Cali y el Eje cafetero. Así mismo las empresas Expreso Palmira S26, Expreso Trejos, Transipiales y Ruana Azul operan buses de dos pisos en rutas intermunicipales y hasta la frontera con Ecuador y Venezuela además existen marcas intermunicipales que cubren rutas como Cali-Manizales, Medellín-Bogotá, etc.

### Perú
En Perú se usan buses de 2 pisos sin techo para fines turísticos en el centro de la ciudad de Lima y en el distrito turístico de Miraflores (donde la gente lo conoce con el nombre de "Mirabus"), así como también una gran cantidad de buses que realizan viajes a las principales ciudades del norte, centro y sur del país. Pio Adriano Delgado Arguedas compró 300 buses Greyhound y los llevó a Lima; creó la empresa TEPSA, la cual tuvo por varios años hasta que la vendió. Pio Delgado Arguedas fue el representante de los Greyhound buses en Sudamérica y en México.

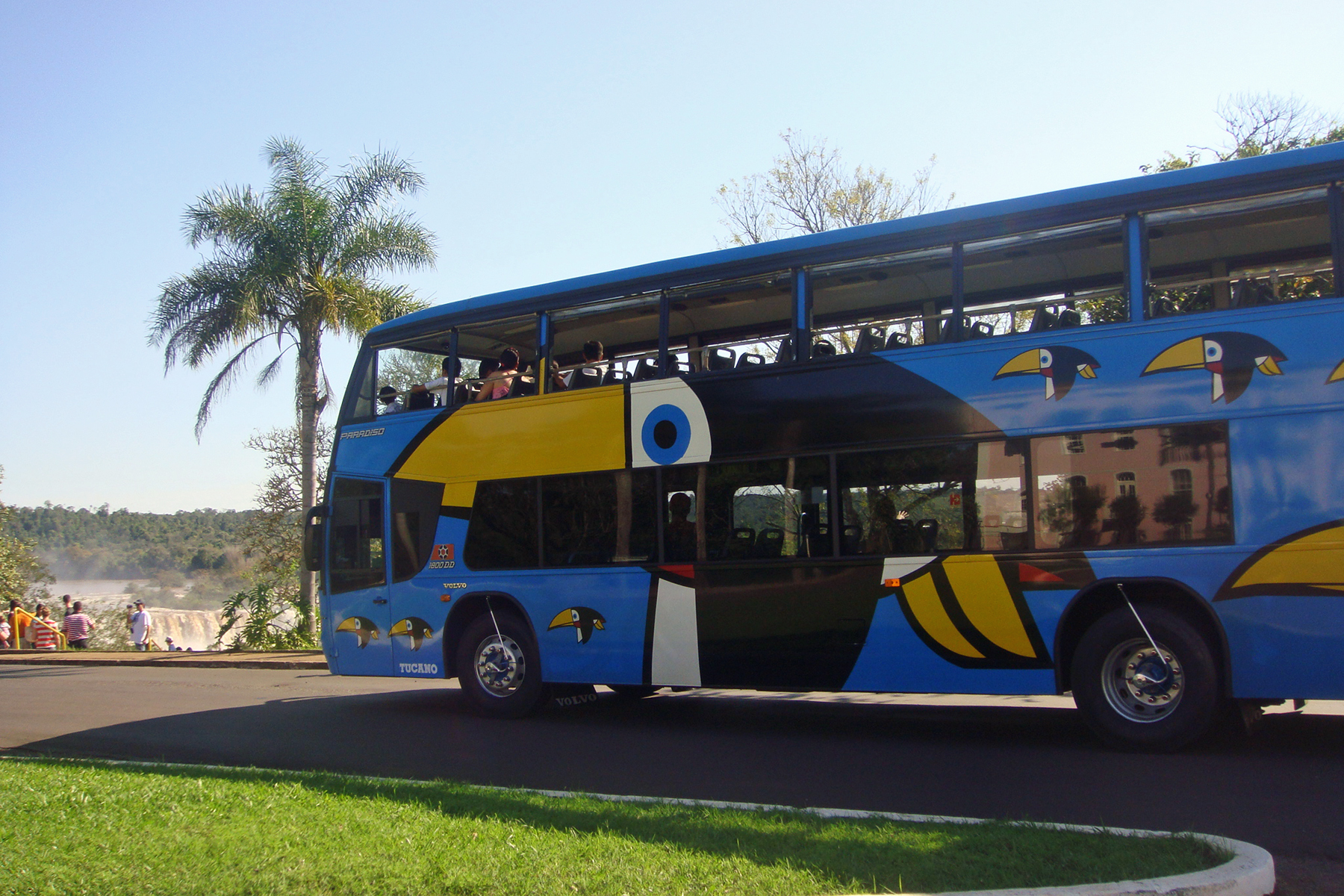
Autobús de turismo en el parque nacional del Iguazú, Brasil.

### Brasil
En Brasil, son utilizados con fines turísticos en Brasilia y para visitar las Cataratas del Iguazú (parque nacional del Iguazú). También se utilizan en algunos servicios de transporte público de larga distancia, particularmente en los servicios que ofrecen la opción de dormir en el autobús. Cabe destacar que últimamente Brasil ha ampliado su gama de viajes en cuanto a largos trayectos se trata.

### Uruguay

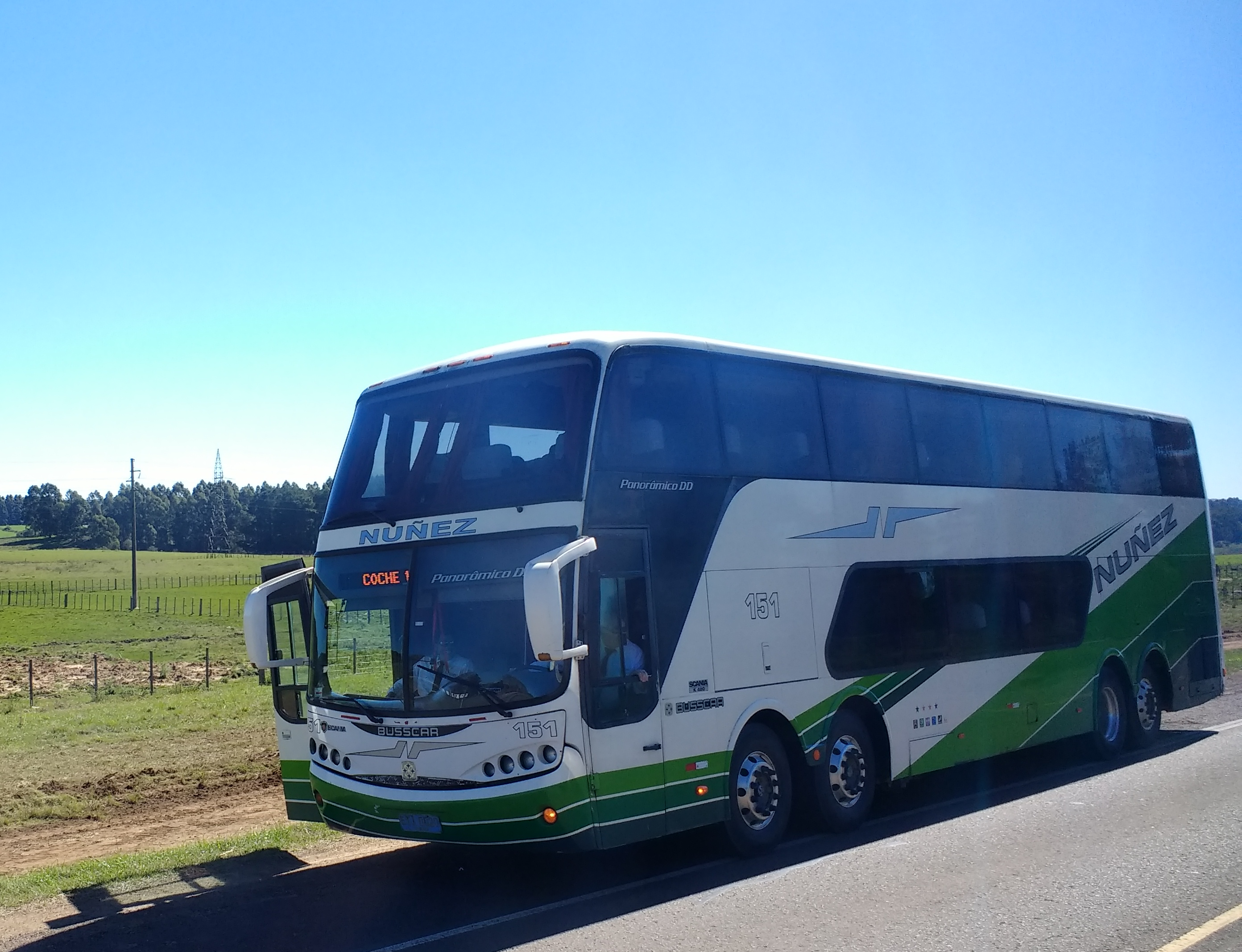
Ómnibus de larga distancia de la Compañía Ñunez.

En Uruguay, estos ómnibus en su mayoría son utilizados para el transporte de larga distancia, aquellos que unen la capital con otras ciudades del país. A su vez, también son utilizados para excursiones y turismo. Muchos de estos autobuses pueden encontrarse en la Estación de Tres Cruces, la principal estación de ómnibus nacionales e internacionales.

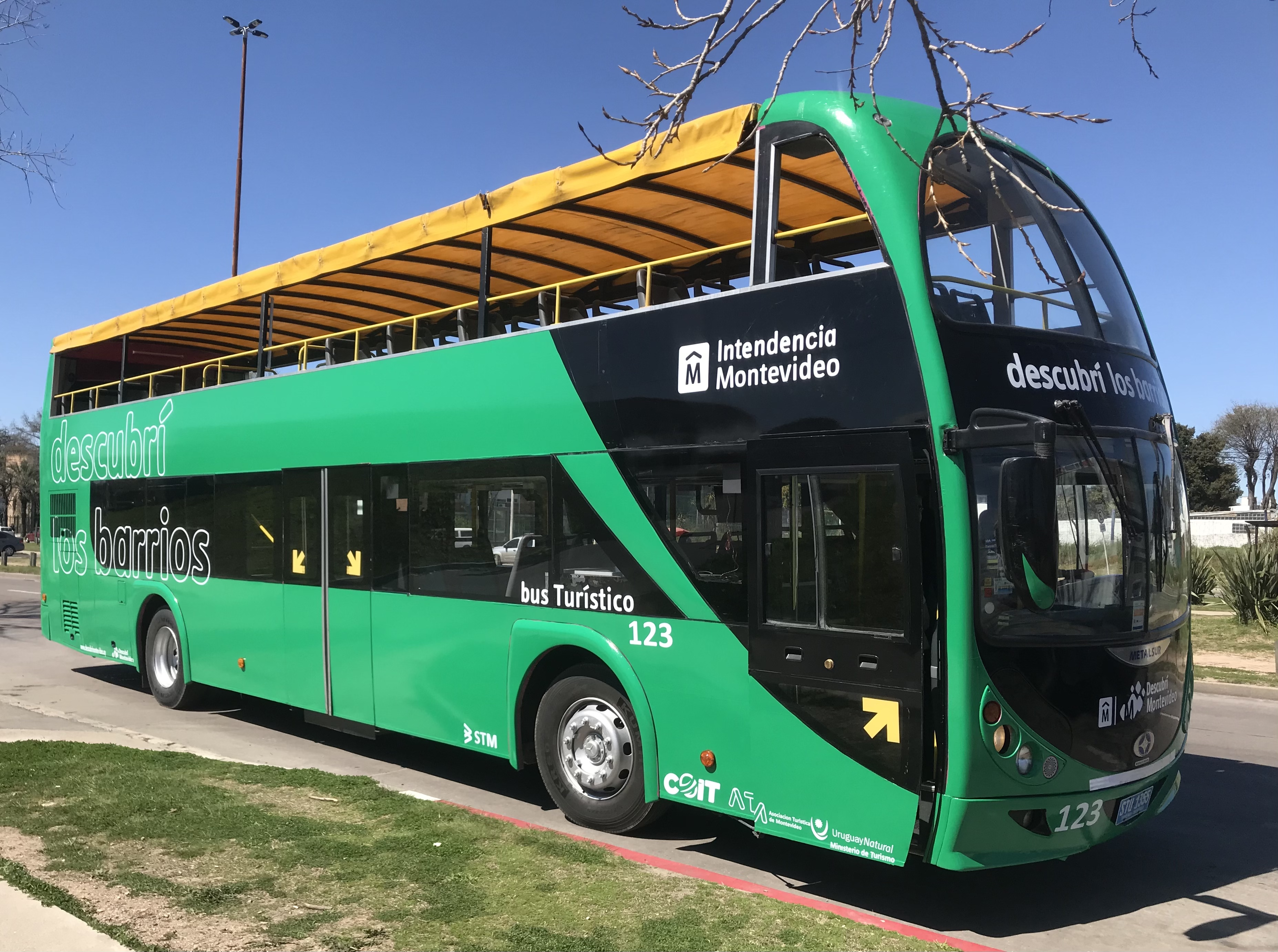
Bus turístico de Montevideo

### Venezuela
En Venezuela, se les conoce con el nombre de buscama y son utilizados principalmente para viajes interurbanos de largas distancias. Una de las empresas pioneras en ofrecer servicio en este tipo de modelo de transporte es Expresos Occidente.